# Metodo dei costi di viaggio
Il metodo dei costi di viaggio (in inglese travel cost method) è un metodo indiretto, sulla base dell'approccio delle preferenze rivelate, di valutazione del patrimonio ambientale, storico o culturale.

## Descrizione
Il metodo utilizza strumentalmente le informazioni raccolte sulla frequenza di visita delle persone a un certo sito e i costi totali affrontati dalle stesse per raggiungerlo (costi di viaggio, pernottamenti, eventuale prezzo d'ingresso, costi opportunità del tempo speso...), al fine di calcolare la curva di domanda dei servizi forniti dal sito stesso e i benefici derivanti dalla sua esistenza.
L'idea di fondo è la seguente. Supponendo che le persone abbiano le stesse preferenze, lo stesso reddito e il prezzo degli altri beni sia per tutti lo stesso, la loro curva di domanda di servizi ricreativi forniti dal sito coinciderà. Quindi, specificata una forma funzionale che si adatti bene alle coppie di osservazioni costi affrontati-frequenza di visita, può stimarsi la funzione di domanda walrasiana individuale. Questa poi può essere utilizzata per calcolare il surplus marshalliano di ciascun individuo. Sommando i surplus individuali si otterrà  il beneficio collettivo derivante dall'esistenza del sito.
Per calcolare la curva di domanda individuale laddove i visitatori differiscano per caratteristiche socio-culturali, quindi preferenze, reddito e costi affrontati per eventuali beni sostituti, possono usarsi tecniche statistiche multivariate (es. regressioni multivariate) che permettano di calcolare la correlazione parziale tra prezzo del sito e frequenza di visite, scontando per gli altri fattori che possono eventualmente influenzare tale relazione.
Così, ad esempio, nella versione zonale, che divide gli osservati sulla base di fasce di provenienza, la relazione da stimare diventa:
{\displaystyle \ {\frac {V_{ij}}{POP_{i}}}=f(CT_{i},R_{i},\mathbf {SC} _{i},Ps_{i})}
dove f è una forma funzionale da specificare e:
- Vij è il numero di visite provenienti dalla zona i;
- POPi sono i residenti nella zona i;
- CTi sono i costi totali affrontati per raggiungere il sito partendo dalla zona i;
- Ri è il reddito pro capite dei residenti nella zona i;
- SCi  è il vettore delle caratteristiche socioculturali dei residenti nella zona i;
- Psi è il prezzo dei beni sostituti del sito ricreativo per coloro che provengono da i (es. siti che offrono servizi simili ma più facilmente raggiungibili).

A parte i problemi che si possono avere nel caso di consumo congiunto e la difficoltà di stimare i costi marginali del tempo e dei beni strumentali al godimento del sito, i limiti maggiori di tale metodo sono costituiti dal fatto che:
1. fornisce una stima generica della disponibilità a pagare degli utenti per il sito ricreativo nel suo complesso, ma non per le sue diverse componenti;
2. ignora completamente i valori di non uso.[3]